# Lucius Appuleius Saturninus

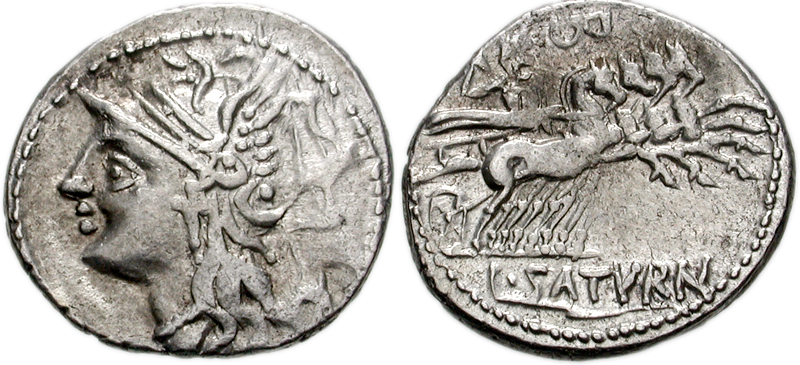
Muntafbeelding van Lucius Appuleius Saturninus.

Lucius Appuleius Saturninus (ca. 138 v.Chr. - 100 v.Chr.), was een Romeins tribuun en demagoog. Hij werd in december 100 v.Chr. vermoord.
Als quaestor (104 v.Chr.) overzag hij de graanimport te Ostia, maar werd door de Senaat uit zijn ambt gezet en vervangen door Marcus Aemilius Scaurus, een vooraanstaand optimaat. Naast de ongebruikelijkheid van het senaatsbesluit hem uit zijn ambt te zetten, lijkt Saturninus ook niet beschuldigd te zijn van wanbeheer of incompetentie. De schijnbare willekeur van het besluit wordt vaak gezien als een aanleiding voor Saturninus zijn heil bij de populares te zoeken.
Gaius Marius associeerde zich min of meer met de volkspartij (populares) die onder Lucius Appuleius Saturninus en Gaius Servilius Glaucia afbreuk deed aan de macht der oligarchen. Maar de beide leiders werden steeds machtiger en radicaler. Toen Glaucia als kandidaat voor het consulaat in 99 v.Chr. zijn tegenstander, Gaius Memmius, liet vermoorden, verklaarde de senaat Saturninus en Glaucia tot staatsvijanden en droeg Marius op de staat te verdedigen. Marius moest de orde herstellen, hetgeen hij op een kalme manier deed door Saturninus en zijn voornaamste aanhangers op te sluiten in het senaatsgebouw. Daar werden Saturninus en zijn aanhangers door op het dak geklommen aanhangers van de senaatspartij (optimates) met leistenen doodgegooid. Glaucia, die een huis in was gevlucht, stierf ook een gewelddadige dood.